# La Novel·la d'Ara
La Novel·la d'Ara va ser una col·lecció (1923-1927) dirigida per Francesc Esteve, Antoni Monplet i Guerra i Miquel Poal i Aragall, de narracions breus editada a Barcelona a partir del mes de juny de 1923. La impressió era a cura de l'Avenç Gràfic. Hi aparegueren sobretot autors vuitcentistes i modernistes. Les obres eren inèdites o reedicions i s'imprimien en un format de butxaca de 15 per 12 centímetres. Cada narració tenia una seixantena de pàgines. En les darreres planes la publicació aprofitava per donar a conèixer altres obres de l'editorial. Les novel·les es podien relligar de deu en deu amb tapa dura. El mateix il·lustrador de la portada hi feia cinc o sis dibuixos a una tinta a l'interior.

## Títols
- 1 Rosa de lima, per Àngel Guimerà
- 2 Nostr'Amo, per Víctor Català
- 3 La vena als ulls, per Narcís Oller. Il·lustracions Antoni Jimenez. Publicat el juliol de 1923.[3]
- 4 Els teus petons, per Miquel Poal i Aregall
- 5 La singular amiga, per Plàcid Vidal
- 6 La pietat també és amor, per Josep Burgas i Burgas. Il·lustracions Miret. Publicat el 28 de juliol de 1923.
- 7 Aura, per Lluís Vía
- 8 La Bassa Roja, per Prudenci Bertrana
- 9 La gloria de Joan Ramon, per Ll. Capdevila
- 10 La il·lusió, per Alfons Maseras
- 11 Als divuit anys, per Enric de Fuentes. Il·lustracions d'Eduard Serra.[4]
- 12 El preu de la sang, per Ventura Gassol
- 13 Ella...!! per Miquel Poal i Aregall. Il·lustracions Antoni Jimenez. Publicat el 15 de setembre de 1923.
- 14 La tomba d'Agnès de Castro, per Ribera-Rovira. Il·lustracions de Serra Massana.
- 15 Deu-nos aigua, Magestat!, per R. Casellas
- 16 El ventall del Príncep Che-Huang-Te, per Josep Lleonart
- 17 La "Pecat Motal", per Nogueras Oller
- 18 El cas d'En Jaume Salou, per A. Font
- 19 Josafat, per Prudenci Bertrana
- 20 La vida inútil de la Ernesta, per R. Suriñach Senties
- 21 L'esclau i la circassiana, per Maseras
- 22 El nen jueu, per Àngel Guimerà
- 23 Els pecats de joventut per Josep Amich i Bert (Amichatis). Il·lustracions d'En Clapera. Publicat el 24 de novembre de 1923.
- 24 Florida roja, per Miquel Poal i Aregall
- 25 Les dues germanes, per Ignasi Folch
- 26 Astre Caigut, per Josep Burgas i Burgas
- 27 La Sospita, per Alfons Maseras
- 28 Com els llops..., per Miquel Poal i Aregall
- 29 El mur de roses, per Ventura Gassol
- 30 L'ombra de Maria Clara, per E. Lluelles
- 31 El destig de pecar, per Prudenci Bertrana
- 32 La tragedia d'un pobre home, per A. Carrion
- 33 El daltabaix, per R. Tasis i Marca
- 34 La Venus coixa, per Lluís Capdevila
- 35 La meva mort, per Miquel Poal i Aregall
- 36 El pati blau i Llibertat, per Santiago Rusiñol
- 37 Roda-soques, per Alfons Maseras
- 39 Els centaures per Caterina Albert i Paradís (Víctor Català). Il·lustracions de Capuz. Publicat el 15 de març de 1924.
- 53 El músic boig per Joan Santamaria. Il·lustracions d'En Clapera. Publicat el 21 de juny de 1924.
- 57 Josep II, Rei per Alfons Nadal. Il·lustracions de Robert.
- 58 La venjança d'un poeta per Alfons Maseras. Il·lustracions d'En Tona.
- 70 El Diable que portem dins per M. Poal-Aregall (1924).[5]
- 83 La fàbrica vella per Antoni Careta i Vidal. Il·lustracions da Altimira. Publicat el 17 de gener de 1925.
- 89 La lluita per la vida per J. Roig Solanas. Il·lustracions da Altimira. Publicat el 28 de febrer de 1925.
- 102 La bufetada per Narcís Oller (1925).[6]
- 114 Santificat sigui el fruit... per Navarro Costabella. Publicat el setembre de 1925.[7]
- 128 La meva vida per M. Poal
- 129 Maria del Roser per Josep Bonfill[8]
- 150 L'Escanya-pobres per Narcís Oller (1926).[9]